# Papa Bouba Diop
Papa Bouba Diop (Dakar, 1978. január 28. – 2020. november 29.) szenegáli válogatott labdarúgó.
A szenegáli válogatott tagjaként részt vett a 2002-es világbajnokságon. A válogatott történetének első világbajnoki gólját szerezte az akkori címvédő Franciaország ellen. A torna egyik meglepetéscsapata a negyeddöntőig jutó Szenegál lett, az eredményes szerepléshez három góllal járult hozzá.

## Sikerei, díjai
Szenegál
- Afrikai nemzetek kupája
  - döntős: 2002, Mali

 Grasshopper
- Svájci bajnokság (Swiss Super League)
  - bajnok: 2000–01

 Portsmouth
- Angol kupa (FA Cup)
  - győztes: 2008

 AÉK
- Görög kupa (Kupello Elládosz Podoszféru)
  - győztes: 2011